# Municipio de Jerome (Kansas)
El municipio de Jerome (en inglés: Jerome Township) es un municipio ubicado en el condado de Gove en el estado estadounidense de Kansas. En el año 2010 tenía una población de 97 habitantes y una densidad poblacional de 0,26 personas por km².

## Geografía
El municipio de Jerome se encuentra ubicado en las coordenadas 38°46′16″N 100°28′54″O / 38.77111, -100.48167. Según la Oficina del Censo de los Estados Unidos, el municipio tiene una superficie total de 370.44 km², de la cual 370,42 km² corresponden a tierra firme y (0 %) 0.02 km² es agua.

## Demografía
Según el censo de 2010, había 97 personas residiendo en el municipio de Jerome. La densidad de población era de 0,26 hab./km². De los 97 habitantes, el municipio de Jerome estaba compuesto por el 100 % blancos. Del total de la población el 1,03 % eran hispanos o latinos de cualquier raza.